# Dolianova
Dolianova (sardisk: Patiòlla) er en by og en kommune (comune) i provinsen Sud Sardegna i regionen Sardinien i Italien. Byen ligger i 212 meters højde og har 9.699 indbyggere (2016). Kommunen har et areal på 84,31 km² og grænser til kommunerne San Nicolò Gerrei, Sant'Andrea Frius, Serdiana, Sinnai, Soleminis og Villasalto.